# La Balme-de-Thuy
La Balme-de-Thuy és un municipi francès situat al departament de l'Alta Savoia i a la regió d'Alvèrnia-Roine-Alps. L'any 2007 tenia 350 habitants.

## Demografia

### Població
El 2007 la població de fet de La Balme-de-Thuy era de 350 persones. Hi havia 140 famílies de les quals 35 eren unipersonals (31 homes vivint sols i 4 dones vivint soles), 39 parelles sense fills, 58 parelles amb fills i 8 famílies monoparentals amb fills.
La població ha evolucionat segons el següent gràfic:
Habitants censats

### Habitatges
El 2007 hi havia 182 habitatges, 141 eren l'habitatge principal de la família, 31 eren segones residències i 10 estaven desocupats. 131 eren cases i 51 eren apartaments. Dels 141 habitatges principals, 103 estaven ocupats pels seus propietaris, 23 estaven llogats i ocupats pels llogaters i 15 estaven cedits a títol gratuït; 3 tenien una cambra, 11 en tenien dues, 29 en tenien tres, 36 en tenien quatre i 62 en tenien cinc o més. 118 habitatges disposaven pel capbaix d'una plaça de pàrquing. A 58 habitatges hi havia un automòbil i a 75 n'hi havia dos o més.

### Piràmide de població
La piràmide de població per edats i sexe el 2009 era:
| Homes | Edats   | Dones |
| ----- | ------- | ----- |
| 0     | 95 o +  | 4     |
| 0     | 90 a 94 | 0     |
| 0     | 85 a 89 | 0     |
| 0     | 80 a 84 | 0     |
| 4     | 75 a 79 | 4     |
| 0     | 70 a 74 | 4     |
| 8     | 65 a 69 | 12    |
| 12    | 60 a 64 | 4     |
| 0     | 55 a 59 | 4     |
| 20    | 50 a 54 | 16    |
| 16    | 45 a 49 | 16    |
| 24    | 40 a 44 | 8     |
| 20    | 35 a 39 | 4     |
| 12    | 30 a 34 | 28    |
| 0     | 25 a 29 | 4     |
| 8     | 20 a 24 | 20    |
| 12    | 15 a 19 | 20    |
| 8     | 10 a 14 | 8     |
| 20    | 5 a 9   | 24    |
| 12    | 0 a 4   | 8     |

## Economia
El 2007 la població en edat de treballar era de 239 persones, 194 eren actives i 45 eren inactives. De les 194 persones actives 184 estaven ocupades (103 homes i 81 dones) i 10 estaven aturades (5 homes i 5 dones). De les 45 persones inactives 17 estaven jubilades, 15 estaven estudiant i 13 estaven classificades com a «altres inactius».

### Ingressos
El 2009 a La Balme-de-Thuy hi havia 150 unitats fiscals que integraven 376,5 persones, la mediana anual d'ingressos fiscals per persona era de 19.856 €.

### Activitats econòmiques
Dels 26 establiments que hi havia el 2007, 1 era d'una empresa alimentària, 2 d'empreses de fabricació d'altres productes industrials, 10 d'empreses de construcció, 5 d'empreses de comerç i reparació d'automòbils, 1 d'una empresa de transport, 1 d'una empresa d'hostatgeria i restauració, 2 d'empreses d'informació i comunicació, 1 d'una empresa financera i 3 d'empreses de serveis.
Dels 9 establiments de servei als particulars que hi havia el 2009, 2 eren paletes, 1 guixaire pintor, 4 fusteries, 1 lampisteria i 1 restaurant.
L'any 2000 a La Balme-de-Thuy hi havia 14 explotacions agrícoles que ocupaven un total de 721 hectàrees.

## Equipaments sanitaris i escolars
El 2009 hi havia una escola elemental.

## Poblacions més properes
El següent diagrama mostra les poblacions més properes.